# Na Výstavišti
Na Výstavišti je ulice v jihočeském Písku navazující na ulici Svatotrojická u řeky Otavy a pokračující západní směrem do ulice U Výstaviště, která je na ni kolmá. V první části je ulice tvořena dvěma vozovkami oddělenými od sebe zelení a parkovištěm. Zhruba uprostřed ulice je odbočka severním směrem jdoucí mezi letním kinem a sídlem policie. V druhé části je ulice vedena pouze severní částí, za parkovištěm je již ulice U Výstaviště, nicméně objekty u řeky spadají do ulice Na Výstavišti (loděnice, tenisové kurty).
Název ulice je odvozen od funkce ploch v této části města, které se od roku 1912 využívaly pro účely výstavnictví. Poslední výstava se zde uskutečnila v červenci 1942.
Místo v ohybu řeky Otavy bylo již na počátku 20. století využíváno vedle výstav i jako sportoviště. Tenisové kurty Sportovního klubu Písek byly zřízeny v roce 1913. V roce 1965 přibyla ledová plocha (zastřešeno 1972) a v roce 1967 loděnice. Z ostatních objektů se na ulici nachází letní kino postavené v roce 1969, budova policie (dříve Okresní výbor Komunistické strany Československa v Písku) z roku 1987 a objekt základní školy T. G. Masaryka dostavěný v první polovině 90. let 20. století (základní škola však spadá pod ulici Čelakovského). Před domem policie se nachází kamenná plastika od Jiřího Prachaře z roku 1985 nazvaná Pěsti a plameny.

## Galerie

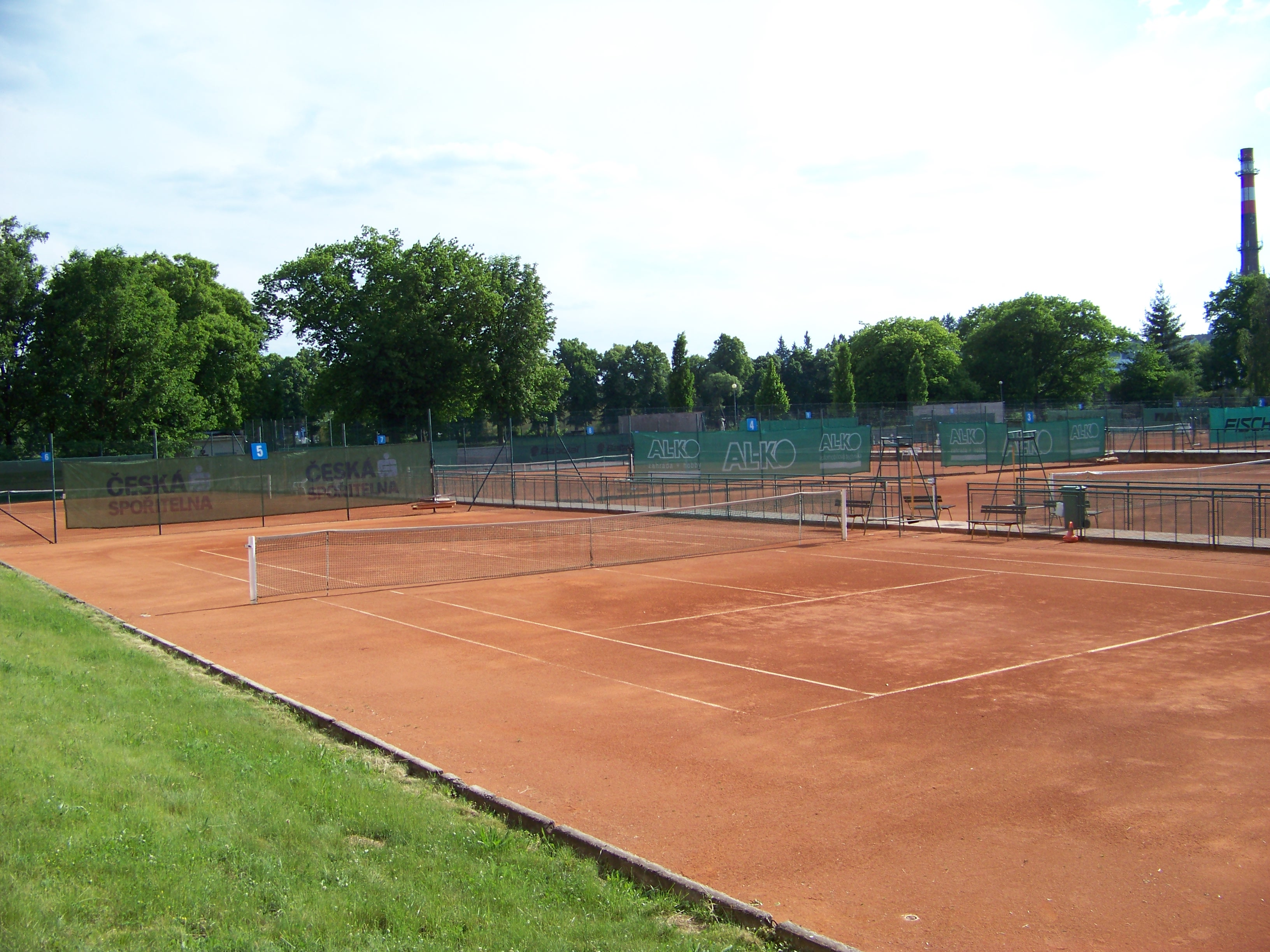
Tenisové kurty
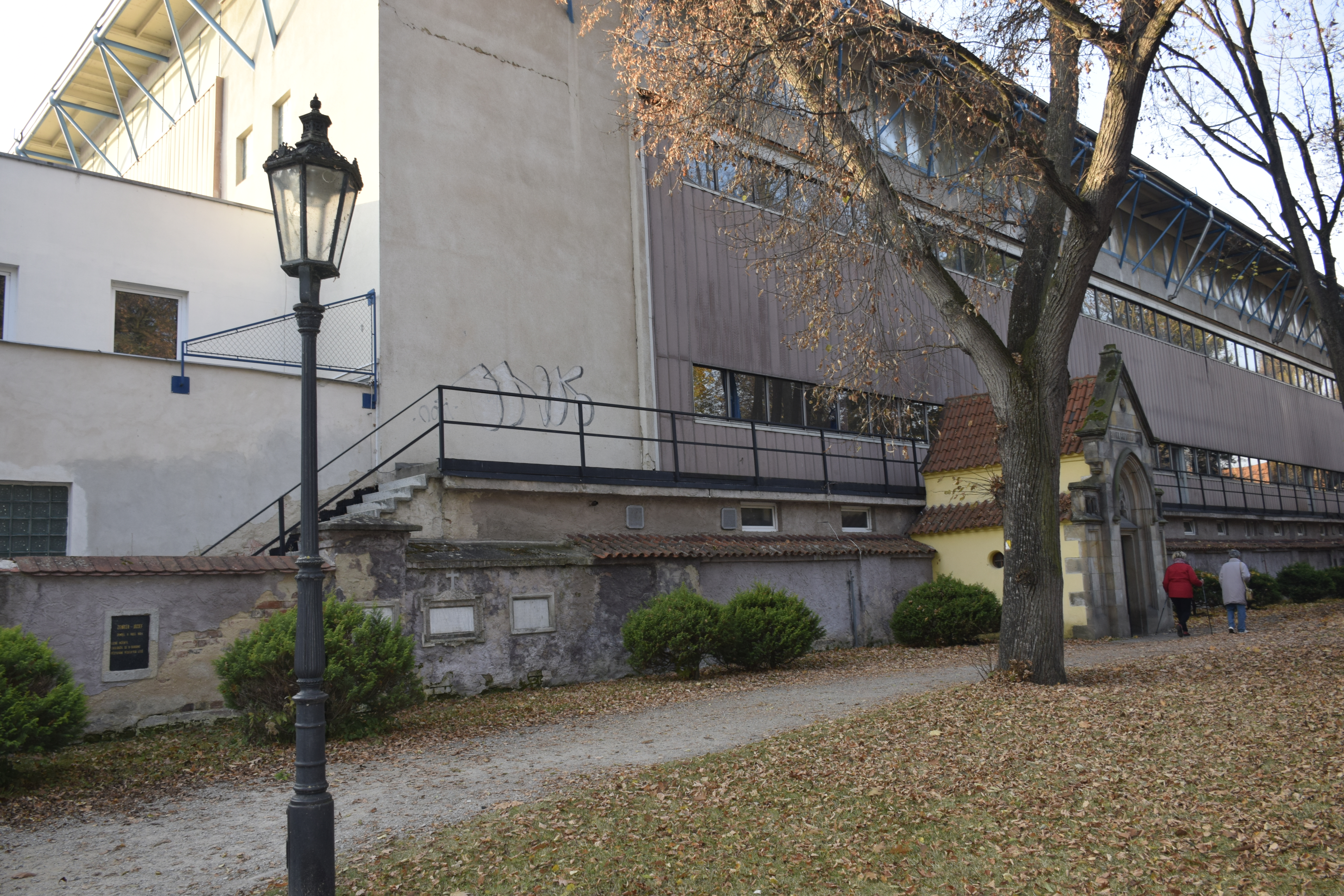
Zimní stadion
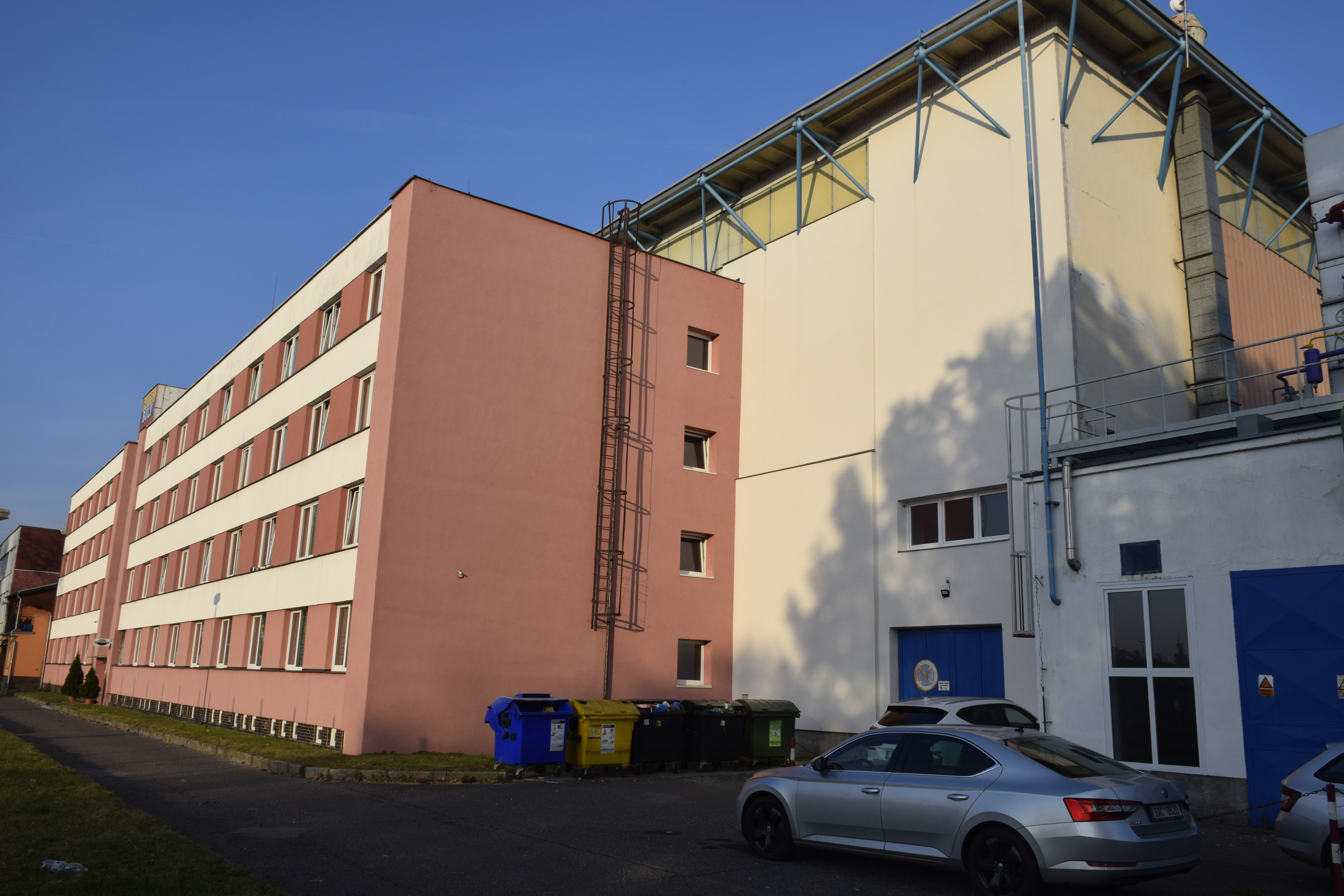
Hotel Buly u zimního stadionu
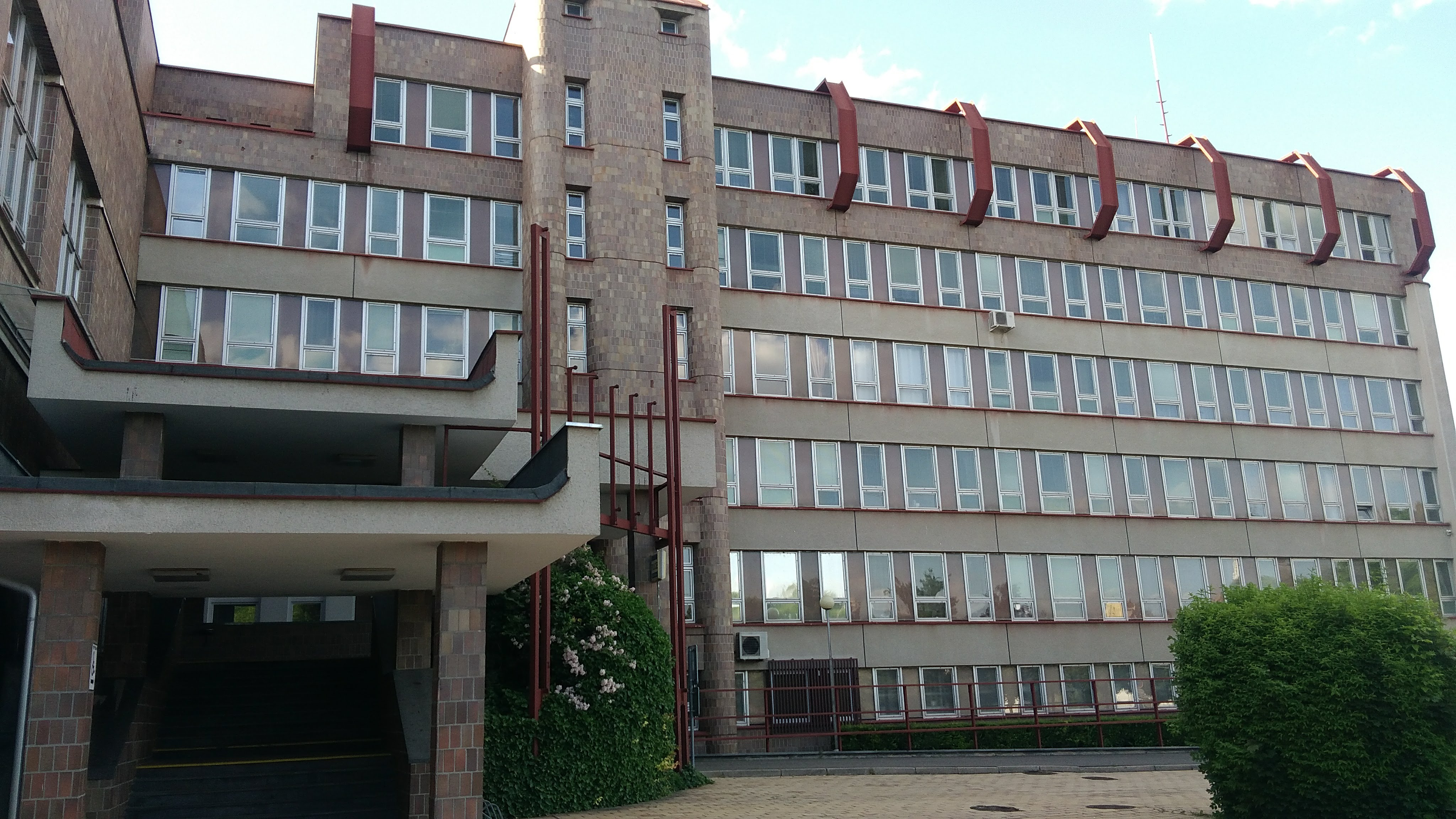
Budova policejního ředitelství před rekonstrukcí 2018